# Ukončení průhledu

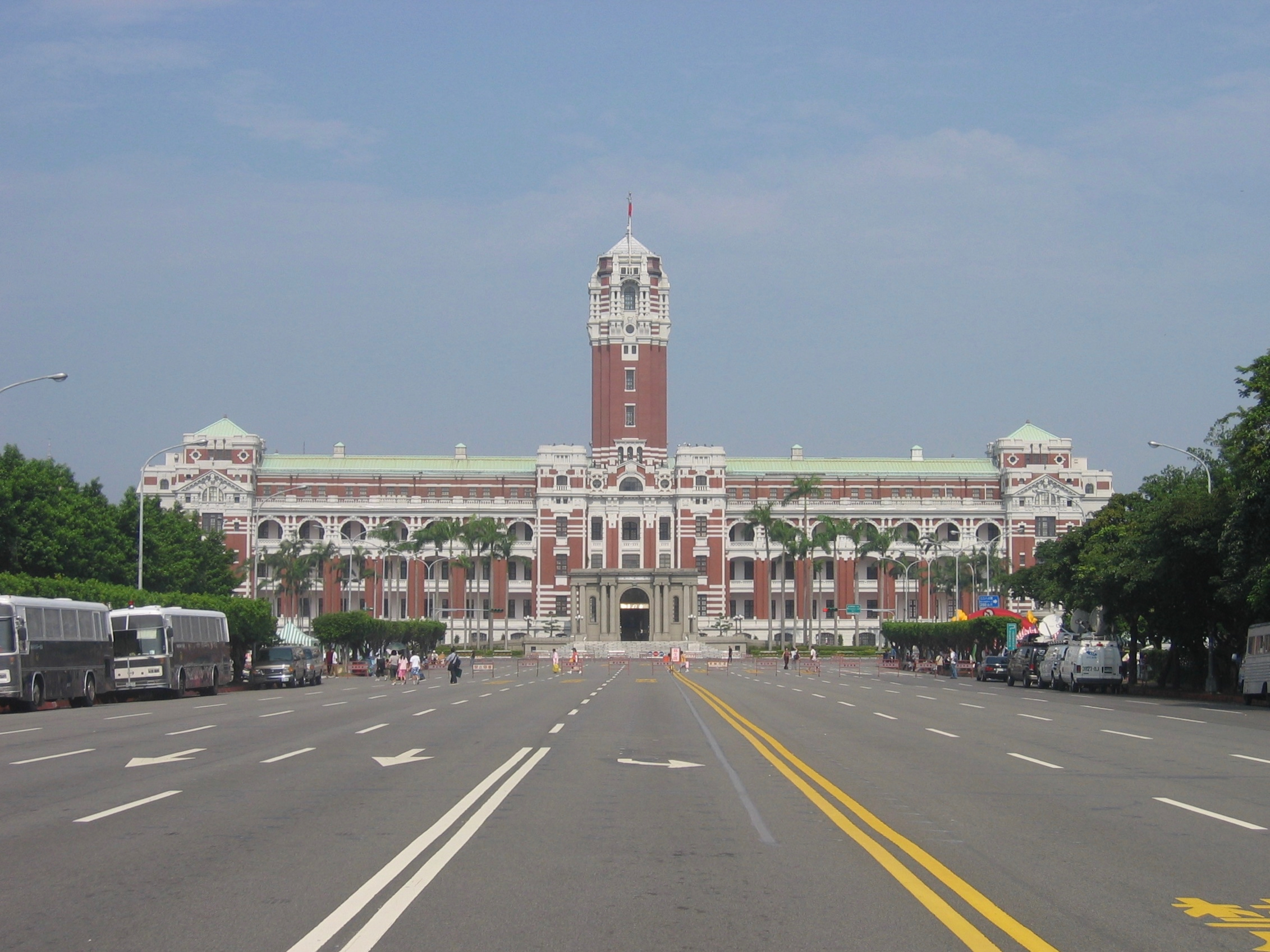
Prezidentský palác v Tchaj-peji dominuje ulici Ketagalan Boulevard

V urbanismu se jako ukončení průhledu (anglicky terminating vista) označuje stavba nebo památka, která stojí na konci či uprostřed ulice, aby pohled diváka ulicí nebo alejí končil touto stavbou. Tento objekt se nachází na pozadí vnímaného obrazu.
Princip se používá zejména při plánování monumentálních budov, které se nachází na konci bulvárů, jako například v Paříži během druhého císařství. Cílem je upozornit na dominantní postavení této stavby.
Zakončení průhledu je považováno za důležitý způsob přidání estetického prvku do města a zdůraznění důležité stavby nebo památky. Obvykle jsou to vládní budovy, státní instituce, vítězné oblouky, válečné památníky, budovy soudu, muzea a další důležité stavby. Umístění stavby na konci ulice jí dodává majestátnost, proto jsou často v takových lokalitách umístěny paláce.

## Fotografie
Fotografický záběr lze komponovat tak, aby v posledním plánu důležitý objekt vynikl.

## Galerie

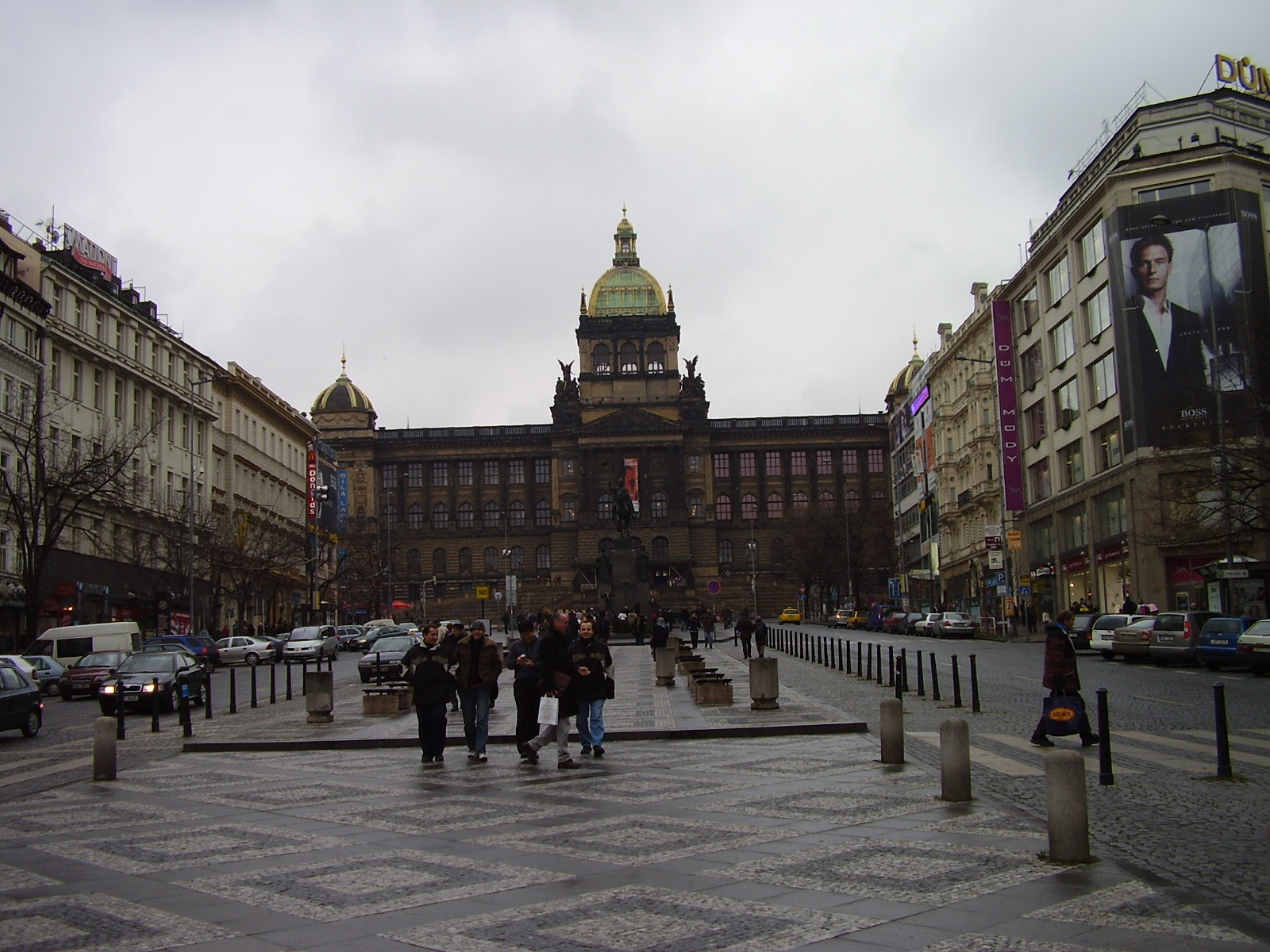
Národní muzeum na Václavském náměstí v Praze
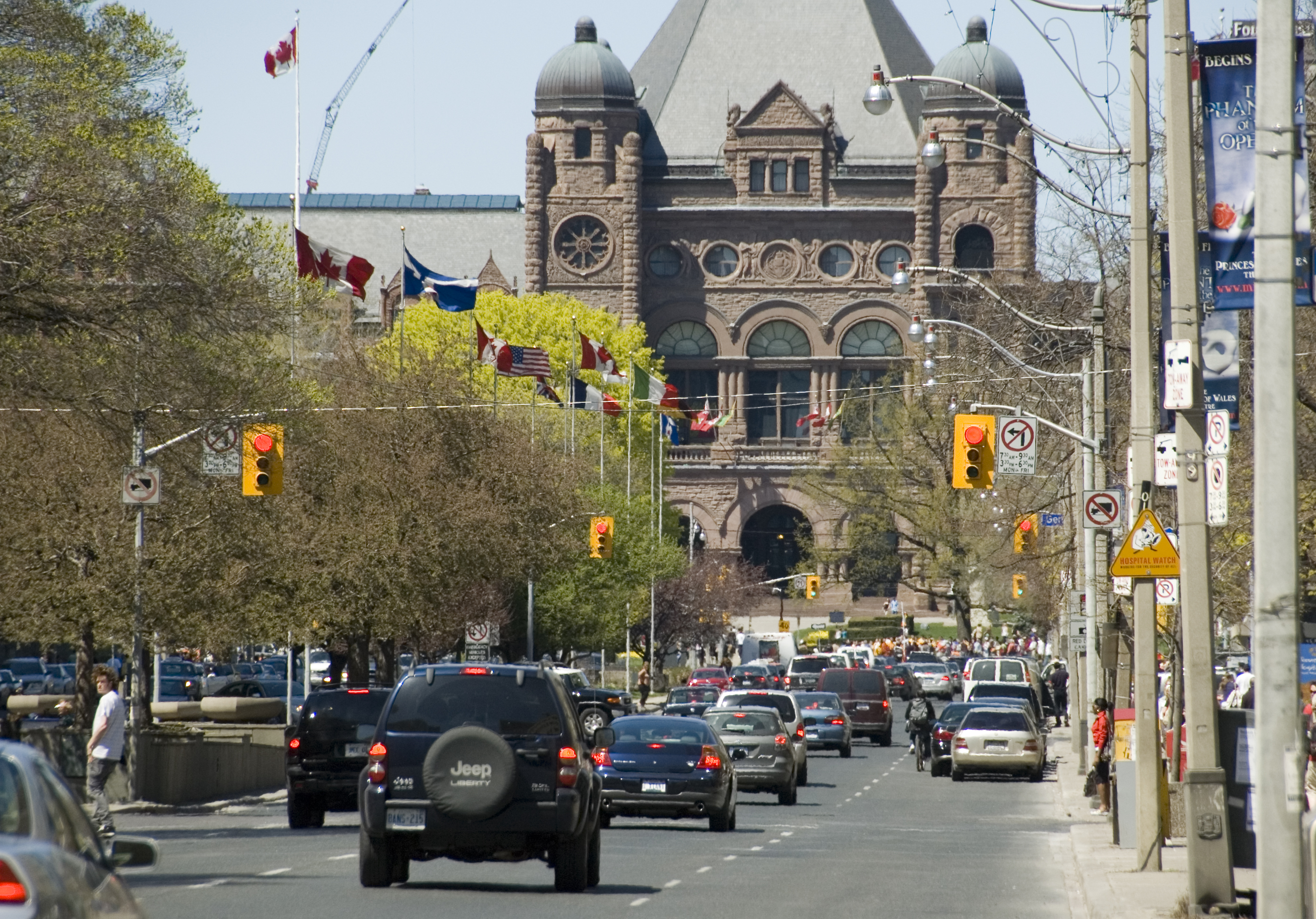
Ontario Legislative Building v Torontu zakončuje pohled ulice University Avenue
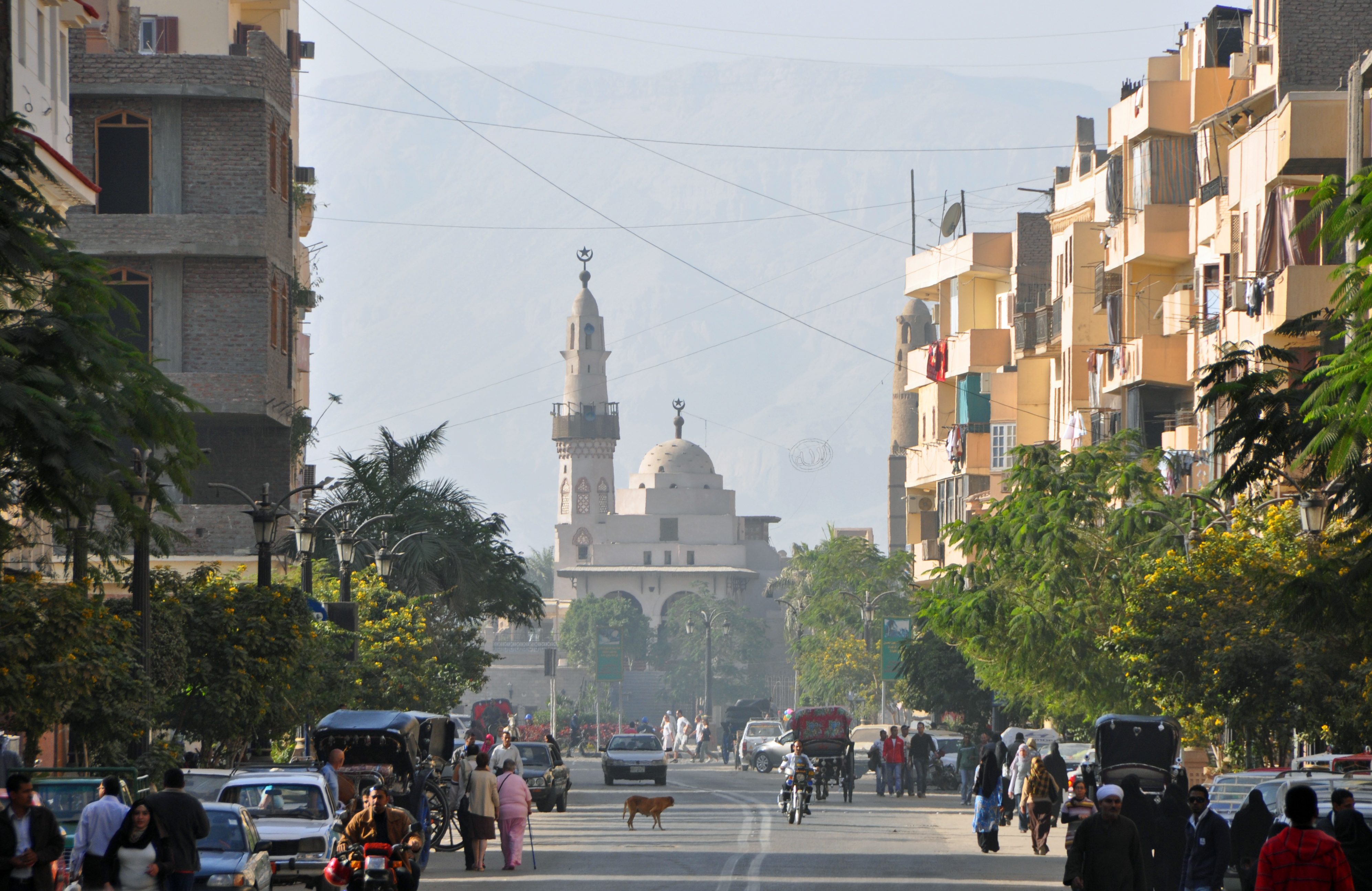
Ulice Saad Zaghlul s mešitou Abu el-Haggag, Luxor